# 日本共产党中央委员会

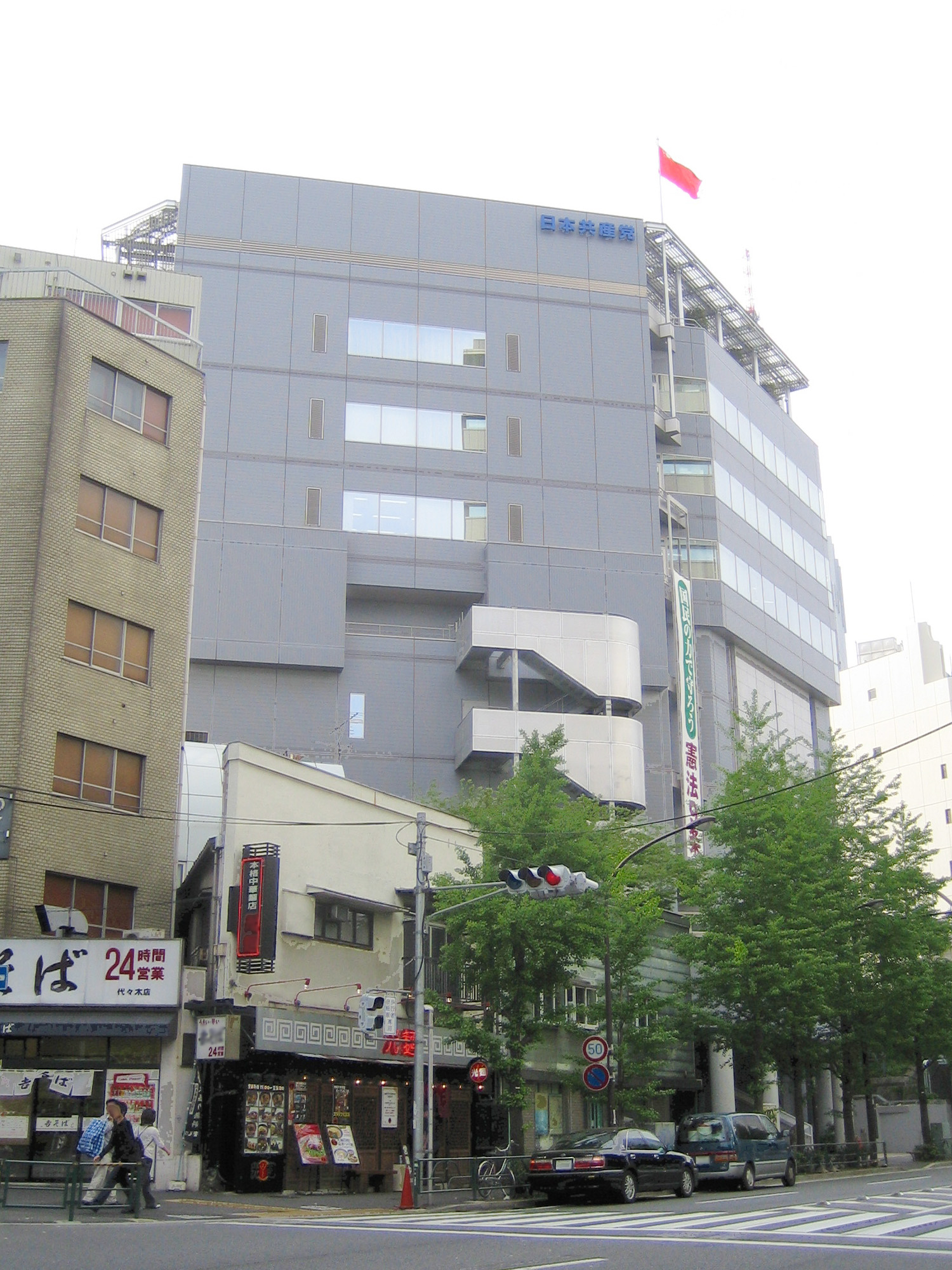
位於東京代代木的日本共產黨本部大樓，為日本共产党中央委员会所在

日本共产党中央委员会（日语：／ Nihon Kyōsantō chūō iinkai）是日本共产党的中央领导机构。
中央委员会负责在党大会与下一届党大会期间决定党的意志，对外作为日本共产党的代表，领导全党。现在日本共产党内有200名以下的中央委员和准中央委员。

## 职能
根据《日本共产党规约》第21条，中央委员会负责：
- 对外是党的代表，领导全党。
- 发行中央机关报。
- 在全党内彻底实践党的方针和政策。以经验为立足点正确地发展。
- 肩负处理国际问题和全国相关问题的责任。
- 进行基于科学社会主义的党的理论活动。
- 系统地培育干部，以全党的立场进行适当的配置和角色分担。
- 地方党组织权限所属的问题给予必要的意见。
- 处理和指导党的财政活动。